# سوفیا واسیلویا
سوفیا ولادیمیروونا واسیلویا انگلیسی: Sofia Vladimirovna Vassilieva؛ (زاده ۲۲ اکتبر ۱۹۹۲) یک هنرپیشه آمریکایی است. نقش‌های برجسته وی عبارتند از به تصویر کشیدن شخصیت کتاب کودکان الویز در الویز در میدان و الویز در زمان کریسمس، آریل دوبوآ در جوایز امی ساعات پربیننده مجموعه تلویزیونی متوسط، بیمار سرطانی نوجوان کیت فیتزجرالد در محافظ خواهرم از رمانی به همین نام توسط جودی پیکو.

## اوایل زندگی
واسیلویا در ۲۲ اکتبر ۱۹۹۲ در مینیاپولیس، در مرکز پزشکی شهرستان هنپین به دنیا آمد. دختر و تنها فرزند مهاجران روسی، لاریسا واسیلویا، زیست‌شناس، و ولادیمیر واسیلیف، فیزیک‌دان، هر دو از نووسیبیرسک. او در مدرسه مدلینگ و بازیگری باربیزون در آریزونا حضور یافت و فارغ‌التحصیل شد.

## حرفه

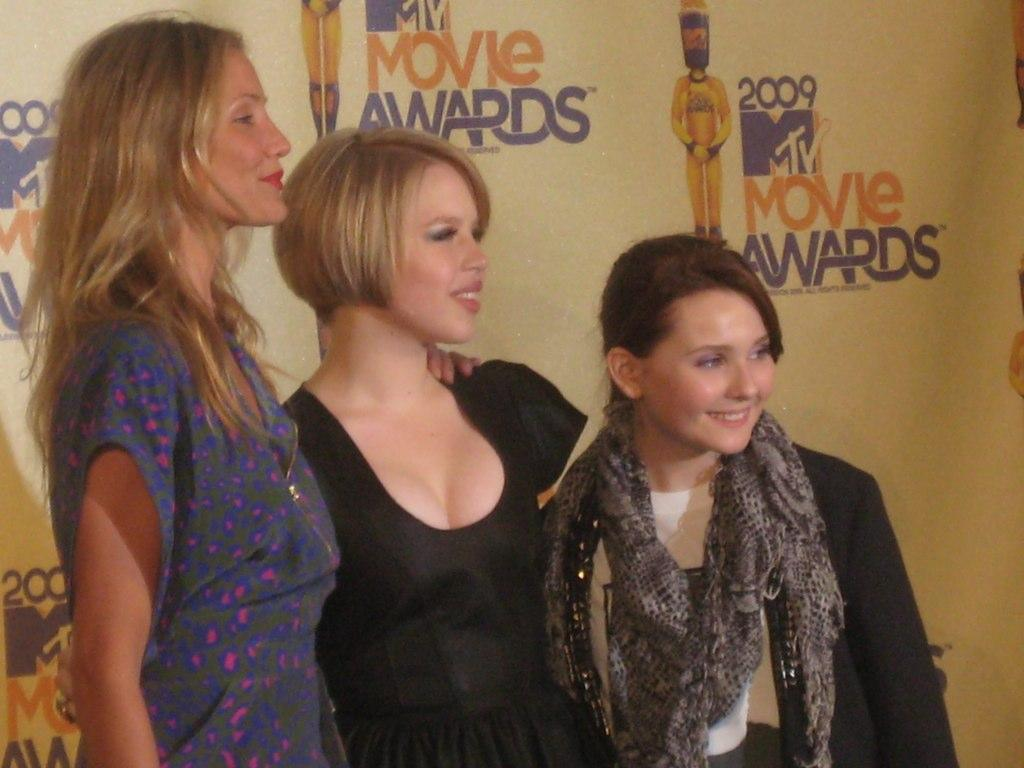
در کنار کامرون دیاز و ابیگیل برسلین در مراسم جایزه سینمایی ام‌تی‌وی در سال ۲۰۰۹ میلادی

در سن هفت سالگی، واسیلویا در انجمن بین‌المللی مدلینگ و استعداد (IMTA) در نیویورک کشف شد، جایی که او عنوان «بازیگر کودک» و اولین نقش نفر دوم «مدل کودک» در سال ۲۰۰۰ را به دست آورد.

## فیلم‌شناسی
| سال        | فیلم/نمایش                      | نقش                    | یادداشت                       |
| ---------- | ------------------------------- | ---------------------- | ----------------------------- |
| ۲۰۰۱       | آژانس                           | النا                   | سریال تلویزیونی               |
| ۲۰۰۱       | دسته برادی در کاخ سفید          | سیندی برادی            | فیلم تلویزیونی                |
| ۲۰۰۳       | الویز در پلازا                  | الویس                  | فیلم تلویزیونی                |
| ۲۰۰۳       | الویز در کریسمس                 | الویس                  | فیلم تلویزیونی                |
| ۲۰۰۳       | مسکونت                          | جینا راسل              | نقش اصلی                      |
| ۲۰۰۵–۲۰۱۱  | متوسط                           | آریل دوبوآ             | نقش اصلی (۷ فصل، ۱۳۰ قسمت)    |
| ۲۰۰۷       | روز صفر                         | مارا                   | نقش مکمل                      |
| ۲۰۰۸       | صدمه                            | سارا پارسونز           | نقش اصلی                      |
| ۲۰۰۹       | محافظ خواهرم                    | کیت فیتزجرالد          | نقش اصلی                      |
| ۲۰۱۰       | در برابر سرطان بایستید          | خودش                   | تله تله                       |
| ۲۰۱۱, ۲۰۱۳ | نظم و قانون: واحد قربانیان ویژه | سارا والش              | مجموعه تلویزیونی (۲ قسمت)     |
| ۲۰۱۳       | مرا دیوانه صدا کن: یک فیلم پنج  | آلیسون                 | فیلم تلویزیونی، بخش: «الیسون» |
| ۲۰۱۵       | استاکر                          | دیردره                 | سریال تلویزیونی (۱ قسمت)      |
| ۲۰۱۶       | لوسیفر                          | دبرا                   | سریال تلویزیونی (۱ قسمت)      |
| ۲۰۱۶       | بدنام                           | جنا                    | سریال تلویزیونی (۱ قسمت)      |
| ۲۰۱۷       | روز تمرین                       | چلسی براون             | سریال تلویزیونی (۱ قسمت)      |
| ۲۰۱۷       | ذهن‌های جنایتکار: فراتر از مرزها | راکسی بنتال            | سریال تلویزیونی (۱ قسمت)      |
| ۲۰۱۷, ۲۰۱۸ | سوپرگرل                         | اولیویا                | سریال تلویزیونی (۲ قسمت)      |
| ۲۰۱۷       | مکس                             | بس                     | فیلم تلویزیونی                |
| ۲۰۱۸       | نامادری بد                      | حقیقت                  | نقش اصلی                      |
| ۲۰۱۸       | روس آمریکایی                    | داشا                   | نقش اصلی                      |
| ۲۰۱۸       | بی زمان                         | ابیا فرانکلین          | سریال تلویزیونی (۱ قسمت)      |
| 2018       | S.W.A.T.                        | لورن                   | سریال تلویزیونی (۱ قسمت)      |
| ۲۰۱۸، ۲۰۲۱ | رعد و برق سیاه                  | لوکر                   | سریال تلویزیونی (۴ قسمت)      |
| ۲۰۱۹       | در جستجوی آلاسکا                | لارا بوترسکایا         | هولو سریال محدود              |
| ۲۰۲۱       | چیزهای کوچک                     | تینا سالواتوره         | نقش مکمل                      |
| ۲۰۲۱       | همه برخاستن                     | اولگا کیریلنکو پتروویچ | سریال تلویزیونی (۱ قسمت)      |
| ۲۰۲۱       | ۱۳ دقیقه                        | مدی                    | نقش اصلی                      |

## بازی‌های ویدیویی
| سال  | عنوان                     | نقش        | یادداشت            |
| ---- | ------------------------- | ---------- | ------------------ |
| ۲۰۱۶ | مافیا ۳                   | آنا مک گی  | DLC "علامت روزگار" |
| ۲۰۱۷ | ندای وظیفه: جنگ جهانی دوم | هیزل دنیلز |                    |